# Peregu Mare
Peregu Mare (en hongrois : Németpereg, en allemand : Deutschpereg, en slovaque : Veľký Pereg) est une commune du județ d'Arad, Roumanie qui compte 1 625 habitants.
La commune est composée de 2 villages : Peregu Mare et Peregu Mic.

## Culture
D'après le recensement de 2011, la commune compte 1 625 habitants, en baisse par rapport au recensement de 2002 où elle en comptait 1 800.